# Меркушино
Мерку́шино (рос. Меркушино) — село у складі Верхотурського міського округу Свердловської області.
Населення — 107 осіб (2010, 113 у 2002).
Національний склад населення станом на 2002 рік: росіяни — 96 %.

## Відомі люди
У Меркушині у 1918 році більшовиками був розстріляний Святий Константин Меркушинський.